# Deutsche Schule Santa Cruz
Die Deutsche Schule wurde 1936 in Santa Cruz de la Sierra (Bolivien) gegründet. Sie hat aktuell ca. 1370 Schüler und 150 Mitarbeiter. Neben Kindergarten und Grundschule gibt es auch eine weiterführende Sekundarstufe. Die Schule wird derzeit (Stand: 2024) kommissarisch von Anja Lehmann geleitet.

## Geschichte
1934 starteten 49 Mitglieder der Deutschen Kolonie in Santa Cruz die Initiative zur Schulgründung. Ziel war, dass die Kinder zweisprachig und bikulturell aufwachsen. Der Schulverein wurde am 28. November 1935 gegründet. 1936 eröffnete der Schulbetrieb.
1937 gab es bereits 115 Schüler. Die Schule wurde aufgrund des Zweiten Weltkriegs 1943 geschlossen, 1947 jedoch als „Pestalozzi-Schule“ wiedereröffnet. Seit 1955 ist sie von der Bundesrepublik Deutschland als Deutsche Auslandsschule anerkannt und wird gefördert. Seit dem 20. Juli 1957 heißt sie offiziell wieder Deutsche Schule.
Ende der 1960er Jahre stießen die Räumlichkeiten bei über 1000 Schülern an ihre Grenzen. Daher zog die Schule am 13. Juli 1969 in ein größeres und modernes Gebäude in die Avenida San Martín im Ortsteil Equipetrol.
Im Jahr 1974 wurde das Sprachdiplom mit den Stufen I und II eingeführt und das Fach Deutsch als Fremdsprache wurde gestärkt. Ab 1985 wurde das Austauschprogramm mit Deutschland ausgebaut.
Ab Ende der 1990er Jahre gab es weitere bedeutsame Erweiterungen, so wurde 1998 der Neubau des Kindergartens mit 1400 m² abgeschlossen. Ein Jahr später wurden neue Verwaltungsgebäude, naturwissenschaftliche Fachräume sowie Gruppenräume für den Fremdsprachenunterricht eingeweiht; die Gebäude wurden von einem Architektenverband als die architektonisch hervorragendste Baumaßnahme des Jahres 1999 in Santa Cruz ausgezeichnet. Das Schulgebäude wurde 2001 um ein 2. Stockwerk ergänzt und eine neue Bibliothek wurde im August 2010 eingeweiht.
Die Deutsche Schule Santa Cruz erhielt 2013 und 2020 durch die Bund-Länder-Inspektion I und II die Auszeichnung Exzellente Deutsche Auslandsschule.
Im Jahr 2016 feierte die Deutsche Schule Santa Cruz zusammen mit 1472 Schülern ihr 80. Jubiläum, fünf Jahre später das 85ste. Im gleichen Jahr wurde die neue Sporthalle eingeweiht.

## Kindergarten
Der Kindergarten ermöglicht den spielerischen Erwerb der deutschen Kultur nach der Immersionsmethode. Die Kinder werden dabei von deutsch- und spanischsprachigen Erziehern betreut.

## Grundschule
Die Grundschule führt durch die Klassen 1 bis 6. Sie arbeitet eng und kooperativ mit Kindergarten und Sekundarstufe zusammen. So wird jedem Kind ein Übergang in die nächste Schulform ermöglicht. Die Klassenstärke beträgt zwischen 25 und 28 Kindern.

## Sekundarstufe
Die weiterführende Sekundarstufe umfasst sechs Klassenstufen (S1 bis S6) und die Altersstufen zwischen 12 und 18 Jahren. Deutsch wird als Fremdsprache unterrichtet. Geschichte und Erdkunde werden sowohl auf Spanisch als auch auf Deutsch gelehrt. Die Schule hat eine technische Ausbildung eingeführt. Die Schüler können ein technisch-humanistisches Abitur als Techniker für Computersysteme erhalten. Weiter können die Schüler in den letzten beiden Jahren ein Internationales Baccaulaureat (IB) erwerben.
In der Sekundarstufe werden folgende Fächer unterrichtet:
- Spanisch als Muttersprache/Literatur
- Deutsch als Fremdsprache
- Englisch als Fremdsprache
- Mathematik
- Physik
- Chemie
- Biologie (Deutscher Fachunterricht)
- Chemie
- Geschichte (Deutscher Fachunterricht)
- Erdkunde
- Philosophie und Psychologie
- Ethik
- Sport
- Kunst
- Musik
- Theory of Knowledge
- Technik allgemein
- Technik spezifisch
- Wissenschaftliches Arbeiten
- Angewandte Mathematik

Das Deutsche Sprachdiplom der Kultusministerkonferenz kann in den Stufen I und II erworben werden.

## Homepage
Die Deutsche Schule hat ihre Homepage in spanischer und deutscher Sprache:
- Homepage (deutsch)
- Homepage (spanisch)